# グロデコヴォ (ジャンブール州)
グロデコヴォ (Гродеково) は、カザフスタン南部ジャンブール州ジャンブール地区にある村。グロデコヴォ農業地区 (Гродековского сельского округа) の行政中心地。キルギスとの国境に近く、ジャンブール州の州都タラズから南東へ6キロメートルに位置し、標高は海抜685メートルである。КАТОコード (Код КАТО) は、314039100。

## 人口
1999年時点での人口は4356人（うち男2110人、女2246人）であった。2009年のカザフスタン国勢調査における人口は4085人（うち男2020人、女2065人）であった。